# Anna Calvi (album)
Anna Calvi je první studiové album anglické zpěvačky Anny Calvi. Vydáno bylo 14. ledna roku 2011 společností Domino Records. Nahráno bylo na podzim roku 2010 ve Francii a na jeho produkci se zpěvačkou spolupracovali Pritpal Soor a Rob Ellis. V Britské albové hitparádě se umístilo na čtyřicáté příčce a umístilo se též v hitparádách dalších evropských zemí. Rovněž bylo neúspěšně nominováno na cenu Mercury Prize.

## Seznam skladeb
Autorkou všech skladeb je Anna Calvi.
1. Rider to the Sea – 2:40
2. No More Words – 3:51
3. Desire – 3:51
4. Suzanne & I – 4:11
5. First We Kiss – 3:05
6. The Devil – 4:34
7. Blackout – 4:05
8. I'll Be Your Man – 3:10
9. Morning Light – 4:13
10. Love Won't Be Leaving – 5:37

## Obsazení
- Anna Calvi – zpěv, kytara, baskytara, varhany, klavír, housle, aranžmá
- Brian Eno – klavír, doprovodné vokály
- Mally Harpaz – bicí, perkuse, harmonium
- Daniel Maiden-Wood – baskytara, bicí, doprovodné vokály
- Dave Okumu – doprovodné vokály